# Tisias (bướm)
Tisias là một chi bướm ngày thuộc họ Bướm nâu.